# Архијерејско намесништво треће нишко
Архијерејско намесништво треће нишко сачињава одређени број црквених општина и парохија Српске православане цркве у Епархији нишкој, под надзором архијерејског намесника са седиштем у Нишу у храму Светог Пантелејмона. Административно, намесништво припада општини Пантелеј и Нишавском управном округу.
Намесништво опслужује вернике из Ниша, и у свом саставу има - сакралне објеката изграђена у периоду од 16. до 21. века. У последњих двадесет година цркве намесништва доведене су у функционално стање неопходно за Богослужење верујућег народа.
У саставу Архијерејског намесништва Трећег Нишког је 17 парохије са 34 храмова и параклиса.

## Парохије, седиште и области
| Парохија                                 | Седиште парохије                                     | Области                                                           |
| ---------------------------------------- | ---------------------------------------------------- | ----------------------------------------------------------------- |
| Храм Светог Пантелејмона, седам парохија | Ниш Храм Светог Светог пПантелејмона                 | - Делови града Ниша                                               |
| Доњоврежинске, две парохије              | Доња Врежина Храм Успења Пресвете Богородице.        | - Делови града Ниша                                               |
| Комренске, две парохије                  | Доњи Комрен Храм Светог пророка Илије                | - Делови града Ниша                                               |
| Вртишка                                  | Трупале Храм Светих апостола петра и Павла у Вртишту | - Села — Вртиште, Трупале, Мезграја, Горња Топоница, Чамурлија    |
| Горњоматејевачка                         | Горњи Матејевац Храм Вазнесења Господњег             | - Села — Горњи Матејевац, Кнез Село                               |
| Доњоматејевачка                          | Горњи Матејевац Храм Светог архангела Михаила        | - Села — Доњи Матејевац, Каменица, Бреница                        |
| Малчанска                                | Малча Храм Свете Петке                               | - Села — Малча, Пасјача, Јасеновик, Горња Врежина, Ореовац, Врело |
| Миљковачка                               | Миљковац Храм Успења Пресвете Богородице             | - Села — Миљковац, Палиграце, Кравље, Церје, Велепоље, Паљина     |
| Хумска                                   | Село Хум Храм Светог оца Николаја                    | - Села — Хум, Рујник, Лесковик, Горњи Комрен                      |

## Храмови у парохијама
| Парохија                                 | Седиште парохије | Храмови |
| ---------------------------------------- | ---------------- | --- |
| Храм Светог Пантелејмона, седам парохија | Ниш              | Храм светог великомученика и исцелитеља Пантелејмона у Нишу |
| Доњоврежинске, две парохије              | Доња Врежина     | Храм Успења Пресвете Богородице Доњој Врежини |
| Комренске, две парохије                  | Доњи Комрен      | Храм Светог пророка Илије у Комрену - Храм Светог Саве, првог архиепископа српског у Комрену |
| Вртишка                                  | Трупале          | Храм светих апостола Петра и Павла у Вртишту - Параклис светих лекара Козме и Дамјана у Специјалној психијатријској болници у Горњој Топоници |
| Горњоматејевачка                         | Горњи Матејевац  | Храм Свете Тројице Русалијске или Латинска црква у Горњем Матејевцу - Храм Вазнесења Господњег у Горњем Матејевцу - Храм Светих апостола Петра и Павла у Горњем Матејевцу - Храм Светог пророка Илије у Кнез Селу - Храм Успења Пресвете Богородице у Кнез Селу                                                                |
| Доњоматејевачка                          | Горњи Матејевац  | Храм Светог архангела Михаила у Доњем Матејевцу - Храм Свете Петке у Доњем Матејевцу - Храм Светог великомученика Георгија у Каменици - Храм светог Николаја у Каменици - Споменик Чегарским јунацима |
| Малчанска                                | Малча            | Храм Свете Петке у Малчи - Храм Светог великомученика Димитрија у Пасјачи - Храм Свете Тројице у Горњој Врежини - Параклис Светог архиђакона и првомученика Стефана у Јасеновику - Храм Рођења Светог Јована Крститеља у селу Ореовац                                                                                          |
| Миљковачка                               | Миљковац         | Храм Успења Пресвете Богородице у Миљковцу - Храм Светог Николе у Миљковцу - Храм Светог Јована Крститеља у Палиграцу - Храм Свете преподобномученице Параскеве у Крављу - Храм Светог Јована Крститеља у Крављу - Храм Свете великомученице Марине у Паљини - Храм светог Романа Ђунишког у Паљини - Храм свете Петке у Церју |
| Хумска                                   | Село Хум         | Храм Светог оца Николаја у Хуму - Храм Преображења Господњег у Хуму - Храм Преподобне Параскеве у Рујнику - Храм Светог Архангела Гаврила у Лесковику |